# Stadtkirche Lauenstein

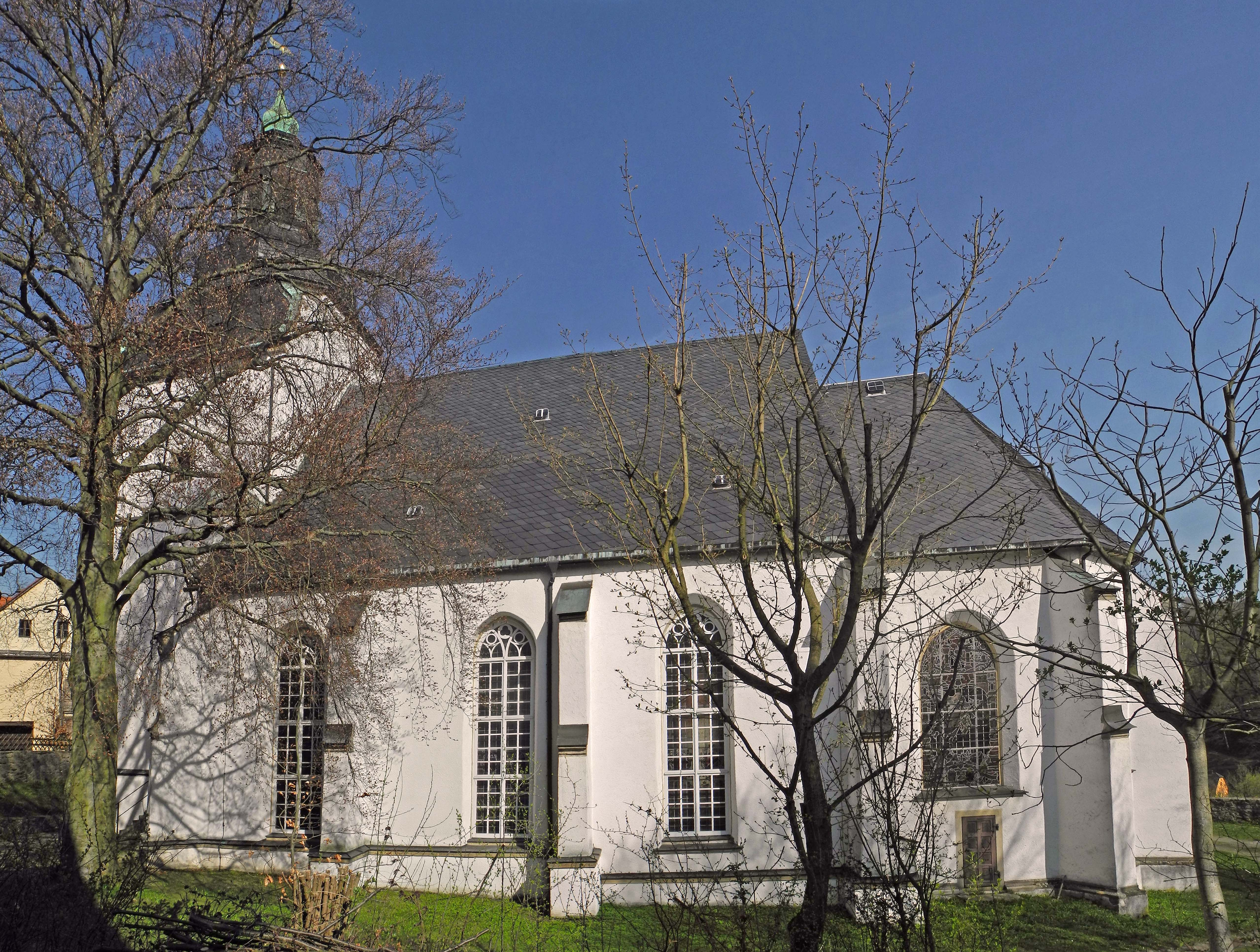
Stadtkirche Lauenstein

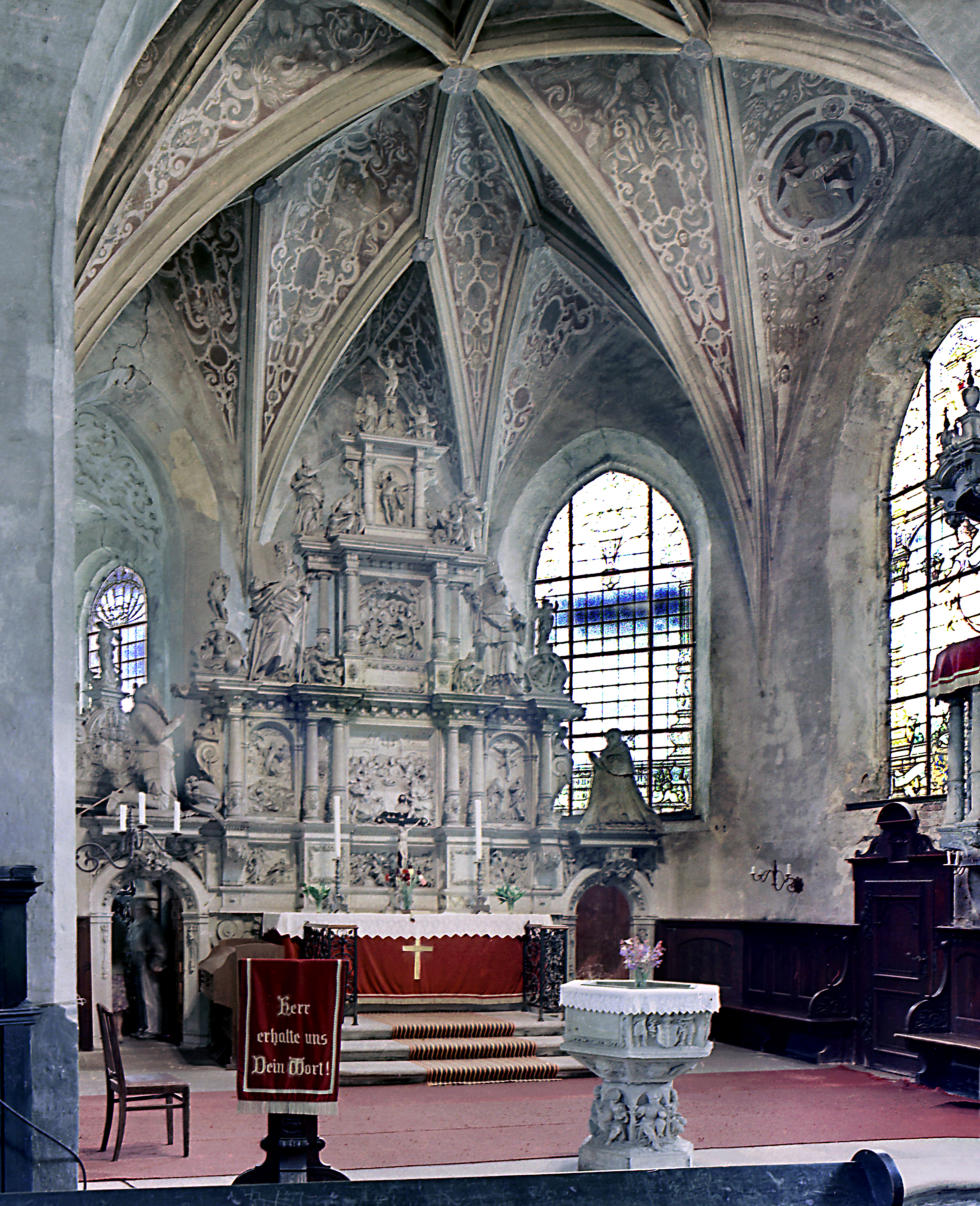
Chor mit Altar (1987)

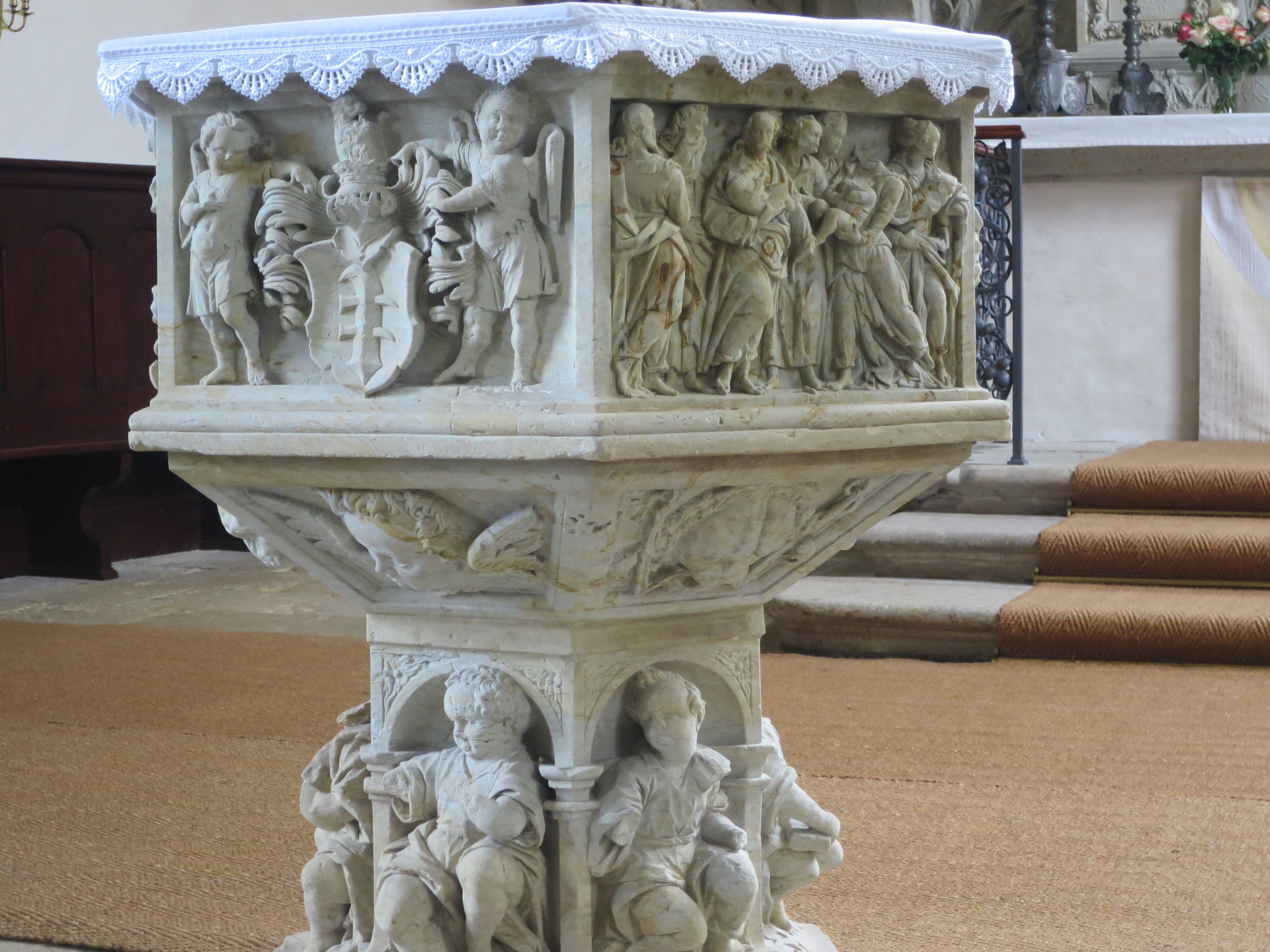
Taufstein

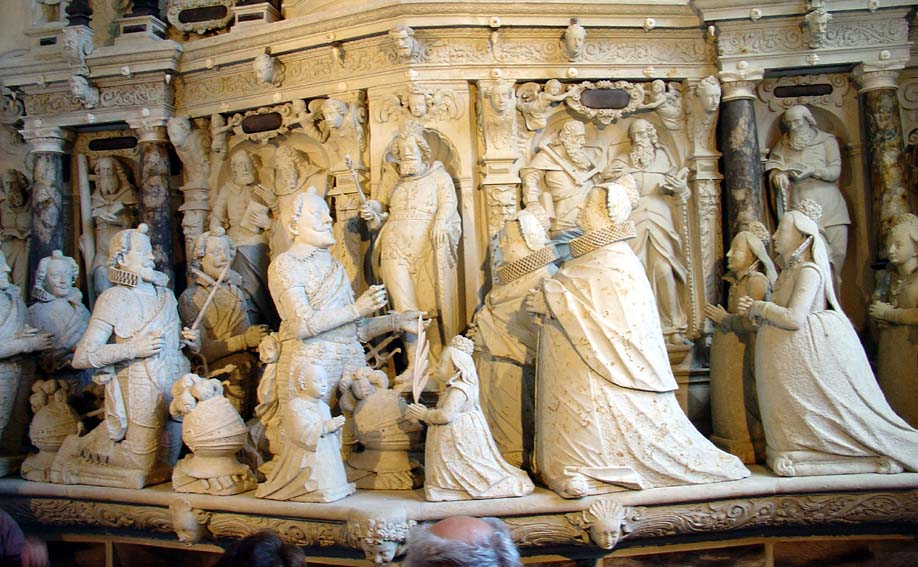
Epitaph in der Bünaukapelle

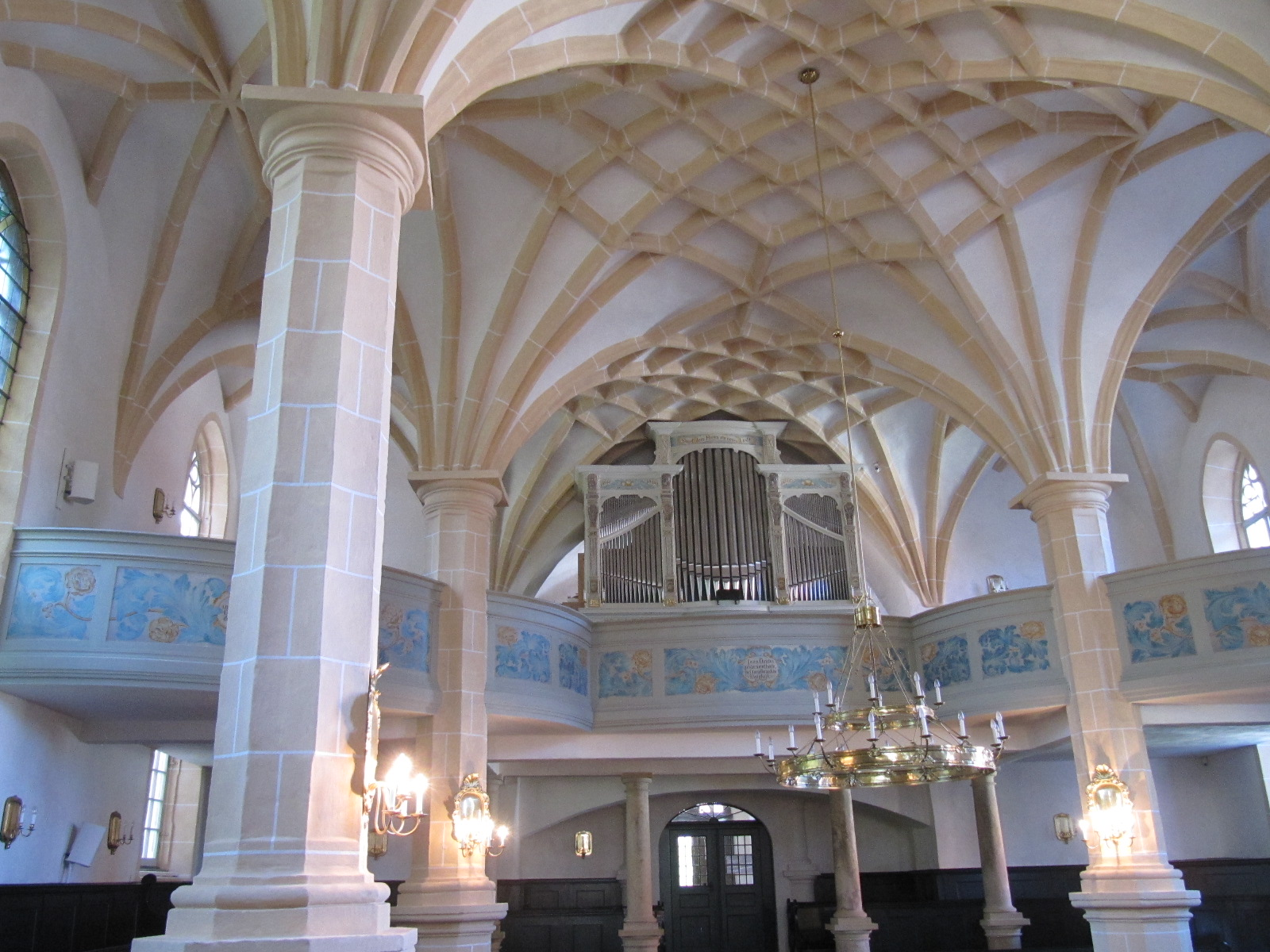
Innenansicht nach Westen

Die evangelische Stadtkirche Lauenstein (auch: St. Marien und Laurentin) ist eine nachgotische Hallenkirche im Stadtteil Lauenstein von Altenberg im Landkreis Sächsische Schweiz-Osterzgebirge in Sachsen. Sie gehört zur Kirchengemeinde Altenberg-Geising im Kirchenbezirk Freiberg der Evangelisch-Lutherischen Landeskirche Sachsens.

## Geschichte und Architektur
Die im Dehio-Handbuch als „sehr beachtenswert“ gewürdigte Hallenkirche wurde nach Brand in den Jahren 1596–1602 wiederaufgebaut, wobei die erhalten gebliebenen Teile (Chor, Umfassungsmauern, Turmuntergeschoss) wieder verwendet wurden. Restaurierungen erfolgten nach Kriegsschäden in den Jahren 1643 bis 1655, sowie 1668 nach erneutem Brand, wobei die Emporen eingebaut wurden. Weitere Renovierungen erfolgten in den Jahren 1774 (Emporen), 1871 (Um- oder Neubau der Sakristei, Entfernung einiger Emporen) sowie 1896, wobei im Rahmen einer „großen Kirchenrenovation“ die Patronatsloge durch einen kleinen Balkon ersetzt und die Emporen reduziert, das Schiff ausgemalt, drei farbige Glasmalereien eingesetzt und Teile der Ausstattung restauriert wurden. Erneute Restaurierungen erfolgten in den Jahren seit 1992.
Das Äußere ist schlicht und besteht aus einem dreischiffigen Langhaus und dem einschiffigen Chor mit Dreiachtelschluss, die mit Strebepfeilern gegliedert sind. Der quadratische Westturm ist mit einer Welschen Haube bekrönt. An der Nordseite ist ein vermauertes spätgotisches Portal angeordnet, darüber ein spitzbogiges Fenster, das im Innern zum Teil freigelegt ist. Die Anbauten am Chor sind die Bünaukapelle aus der Zeit um 1600 an der Nordostseite mit einem westlich anschließenden Treppenturm und der Sakristei vom Ende des 19. Jahrhunderts. Ein kleiner Treppenturm ist im Winkel zwischen Turm und Schiff erbaut, ein Fenster ist auf das Jahr 1559 datiert. Ein reiches Sitznischenportal am Westturm wurde von Michael Schwenke geschaffen und zeigte ehedem die Jahreszahl 1602. Kleine Spitzbogenpforten führen zu den Treppentürmen. Lange Spitzbogenfenster erhellen Schiff und Chor.
Die Eingangshalle im Turm ist mit Gratgewölben geschlossen. Im dreijochigen Langhaus tragen vier gekehlte Achteckpfeiler das Netzgewölbe im Mittelschiff und die Sterngewölbe in den Seitenschiffen. An der Nordwand sind Reste einer barocken Ausmalung zu finden. An der Westwand ist eine konvex geschwungene Orgelempore angebracht. Ein rundbogiger Triumphbogen führt zum Chor mit Sterngewölben, an der Seite des Chores finden sich die Jahreszahlen 1594–1602, 1871 und 1896. An der Nordwand ist die Sakristei mit darüberliegender Patronatsloge angebaut, daneben findet sich der Zugang zur Bünaukapelle. Im Chor sind Reste einer figürlichen und floralen Ausmalung in gotischem und spätgotischem Stil erhalten. An der Nordwand ist die Inschrift „Wolf Hertel“ und ein Allianzwappen mit der Jahreszahl 1511 zu finden, an der Ostwand eine Darstellung der Dreifaltigkeit. Die reiche Deckenbemalung wurde um 1600 geschaffen und in den Jahren 1995/1996 restauriert.

## Ausstattung

### Altar
Der künstlerisch wertvolle Epitaphaltar ist ein Werk von Michael Schwenke aus den Jahren 1594–1602. Der Aufbau ist 9 m hoch und 7 m breit und erinnert an Rudolph von Bünau († 1591) und seine Gemahlin Anna von Schleinitz († 1591). Dieser stilistisch aus niederländischen und italienischen Elementen gemischte, viergeschossige Aufbau „gehört zu den bedeutendsten seiner Art in Deutschland“. Er zeigt Szenen aus dem Leben Jesu, teils als Relief, teils als Freifiguren gearbeitet. In der Predella sind die Verkündigung, die Anbetung der Hirten und die Anbetung der Könige dargestellt, im Hauptfeld die Ölbergszene, das Abendmahl und die Kreuzigung. In der dritten Etage sind die Grablegung, flankiert von kleinen Sitzfiguren der Evangelisten Lukas und Johannes zu finden, daneben die etwa lebensgroßen Figuren von Moses und Aaron. In der obersten Zone ist der triumphierende Christus in einer Nische dargestellt, links und rechts auf dem Gesims die Evangelisten Matthäus und Markus, daneben Johannes der Täufer und Paulus. Drei Putten sind als Bekrönung angebracht. Über den seitlichen Durchgängen sind die lebensgroßen knienden Stifterfiguren angeordnet. Die Stifterfiguren sowie die Darstellungen von Mose und Aaron beeinträchtigen den Gesamtaufbau und wurden vermutlich erst im Jahr 1615 von Lorenz Hornung an diesen Altar versetzt.

### Kanzel und Taufstein
Die Kanzel aus Sandstein wurde von Michael Schwenke geschaffen. Eine Mosesfigur trägt den Kanzelkorb, der ebenso wie der Treppenaufgang mit Beschlagwerk und grotesken Masken verziert ist. In den rundbogigen Nischen des Korbes sind teils vollplastisch gearbeitete Figuren mit Darstellungen des Sündenfalls, der Himmelfahrt Christi, Abrahams Opfer und die Kreuzigung dargestellt. Der hölzerne Schalldeckel stammt aus dem 18. Jahrhundert.
Das Taufbecken aus Sandstein ist ebenfalls ein Werk von Michael Schwenke. Über dem sechseckigen Fuß sind am Schaft in Rundbogennischen musizierende Knaben dargestellt. Die sechseckige Kuppa ist mit Relieffeldern versehen, unter anderem mit dem von Engeln gehaltenen Wappen derer von Bünau und von Bredow, der Taufe Christi und Christus als Kinderfreund; zwei Felder sind leer.

### Grabmale und weitere Ausstattung
An der Nordwand des Schiffes ist ein reich verziertes Epitaph einer unverheirateten Frau von Bünau aus Sandstein zu finden; die kniende Figur der Verstorbenen, die rahmenden Säulen und die Kapitelle sind aus Marmor von Lorenz Hornung oder seiner Schule um 1609 gearbeitet worden.
Links des Triumphbogens ist ein Epitaph für Katharina von Bünau († 1601) aus farbig gefasstem Sandstein angebracht. Auf dem Sims vor einer Rundbogennische sind ein Mädchen und ein kleiner Knabe kniend dargestellt. In der Nische ist Jakobs Traum mit der Himmelsleiter gezeigt. Das Werk wurde von Lorenz Hornung oder seiner Schule geschaffen. Rechts des Triumphbogens ist ein hölzernes Epitaph für ein Kind von Günther von Bünau und der Margarethe von Bünau angeordnet. Das Epitaph wird von einem Engel aus Sandstein getragen; zahlreiche Details sind aus Alabaster hergestellt.
In der Rundbogennische ist eine stark beschädigte Darstellung der Heiligen Familie zu finden. Ein Votivbild mit einer Darstellung der Stifterfamilie vor dem Gekreuzigten wurde von Jonas Eywigk aus Pirna geschaffen und ist auf das Jahr 1664 datiert. Die altarähnliche Rahmung wurde 1796 hinzugefügt und in den Jahren 1896 und 1931 restauriert. Ein kleines Alabasterkruzifix wurde im Jahr 1619 gestiftet.

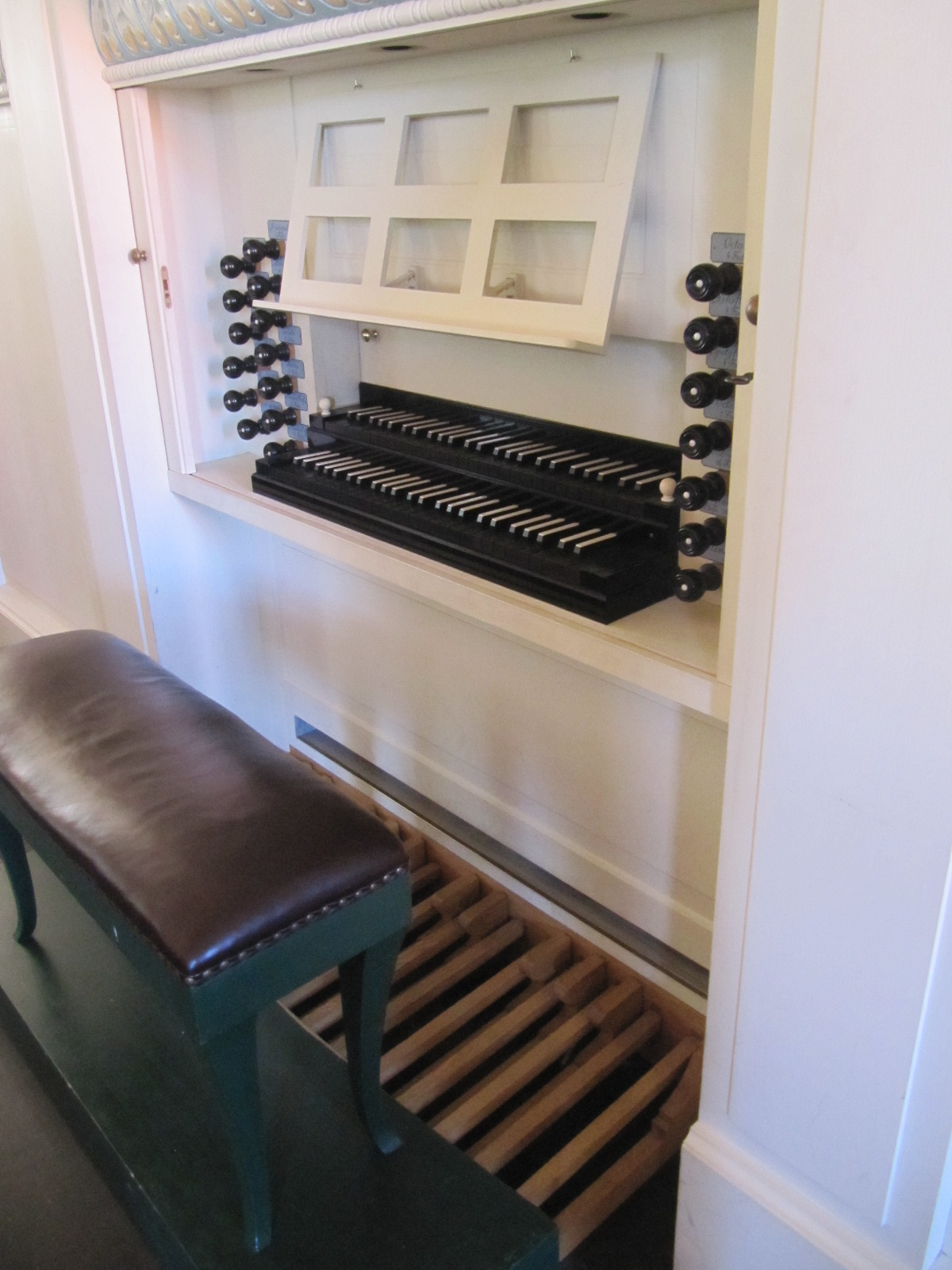
Spieltisch der Orgel

### Orgel
Die Orgel ist ein Werk von Jehmlich Orgelbau Dresden aus dem Jahr 2005 mit 19 Registern auf zwei Manualen und Pedal. Sie ist eine detailgenaue Rekonstruktion des ältesten bis dahin erhaltenen Orgelneubaus dieser Firma von Gotthold Friedrich Jehmlich aus dem Jahr 1818, der bei einem Brand, nach dem lediglich die Balganlage und Teile des Pedalwerks übrigblieben, im Jahr 2003 großteils zerstört wurde. Auslöser des Feuers war vermutlich ein von einem Tier ausgelöster Kurzschluss in der Elektrik der Orgel.
| I Hauptwerk C–f3 |       |
| Bordun           | 16′   |
| Prinzipal        | 8′    |
| Rohrfloete       | 8′    |
| Octave           | 4′    |
| Spitzfloete      | 4′    |
| Quinte           | 2 ⁄3′ |
| Octave           | 2′    |
| Cornett IV       |       |
| Mixtur IV        |       |

| II Hinterwerk C–f3 |    |
| Gedackt            | 8′ |
| Rohrfloete         | 4′ |
| Nassat             | 3′ |
| Flöte              | 2′ |
| Siffloete          | 1′ |
| Cimbel II          |    |

| Pedal C–d1   |     |
| Prinzipalbaß | 16′ |
| Subbaß       | 16′ |
| Octavenbaß   | 8′  |
| Posaunenbaß  | 16′ |

- Koppeln: II/I (Schiebekoppel), I/P
- Spielhilfen: 3 Sperrventile, Noli Me Tangere

## Geläut
Das Geläut besteht aus drei Bronzeglocken, der Glockenstuhl ist aus Eichenholz. die Glockenjoche ebenfalls aus Eichenholz.
Im Folgenden eine Datenübersicht des Geläutes:
| Nr. | Gussdatum | Gießer                         | Material | Durchmesser | Masse  | Schlagton |
| --- | --------- | ------------------------------ | -------- | ----------- | ------ | --------- |
| 1   | 1670      | Glockengießerei Andreas Herold | Bronze   | 960 mm      | 550 kg | as′       |
| 2   | 1669      | Glockengießerei Andreas Herold | Bronze   | 760 mm      | 260 kg | c″        |
| 3   | 1669      | Glockengießerei Andreas Herold | Bronze   | 482 mm      | 60 kg  | b″        |

## Bünaukapelle
Die Kapelle ist mit einem überreich geschmückten Eingangsportal aus Sandstein in Spätrenaissanceformen versehen, das auf der Chorseite ein Wappen, auf der Seite zur Kapelle eine Darstellung Gottvaters in einem Medaillon zeigt. Das Portal wird durch den heiligen Michael und zwei Engel bekrönt und ist mit einer reichen schmiedeeisernen Gittertür versehen. Der quadratische Raum ist mit einem reich stuckierten Kreuzgratgewölbe geschlossen, ähnlich dem Türkensaal und dem Torhaus des Schlosses Lauenstein, die Mittelrosette wurde bei der Restaurierung von 1871 abgeschlagen. Die Kapelle wurde ab 1609 von Lorenz Hornung als Erbbegräbnis der Familie von Bünau ausgestattet.
Das Epitaph an der Ostwand ist 9 m hoch und 5 m breit und wurde ab 1611 von Lorenz Hornung aus Sandstein und Alabaster geschaffen. Der viergeschossige pyramidale Aufbau mit konvex gewölbter Mittelachse ist vergleichbar mit dem Altar der Marienkirche in Pirna. Auf dem breiten Sims sind die lebensgroßen Figuren des Stifters, seiner beiden Ehefrauen, seiner sechs Söhne und fünf Töchter kniend dargestellt. Dahinter in Nischen sind die Freifiguren des König Salomon, von vier Aposteln und vier Propheten angeordnet. Im Hauptfeld ist eine stark bewegte Reliefdarstellung des Weltgerichts mit teils vollplastisch herausgearbeiteten Figuren, umgeben von vier Aposteln zu finden, darüber sind Gottvater, Christus und vier Apostel dargestellt. Als Abschluss ist eine vollplastische Figur Christi auf der Weltkugel, umgeben von Engeln angeordnet. Im Boden vor dem Epitaph sind Reliefgrabsteine aus Sandstein von Günther von Bünau († 1619) und seinen Ehefrauen Margaretha von Bredow († 1609) und Margaretha von Schleinitz († 1615) eingelassen.